# Eriauchenius jeanneli
Eriauchenius jeanneli är en spindelart som först beskrevs av Jacques Millot 1948.  Eriauchenius jeanneli ingår i släktet Eriauchenius och familjen Archaeidae.
Artens utbredningsområde är Madagaskar. Inga underarter finns listade i Catalogue of Life.